# Genossenschaft der Werkstätten für behinderte Menschen Mitte

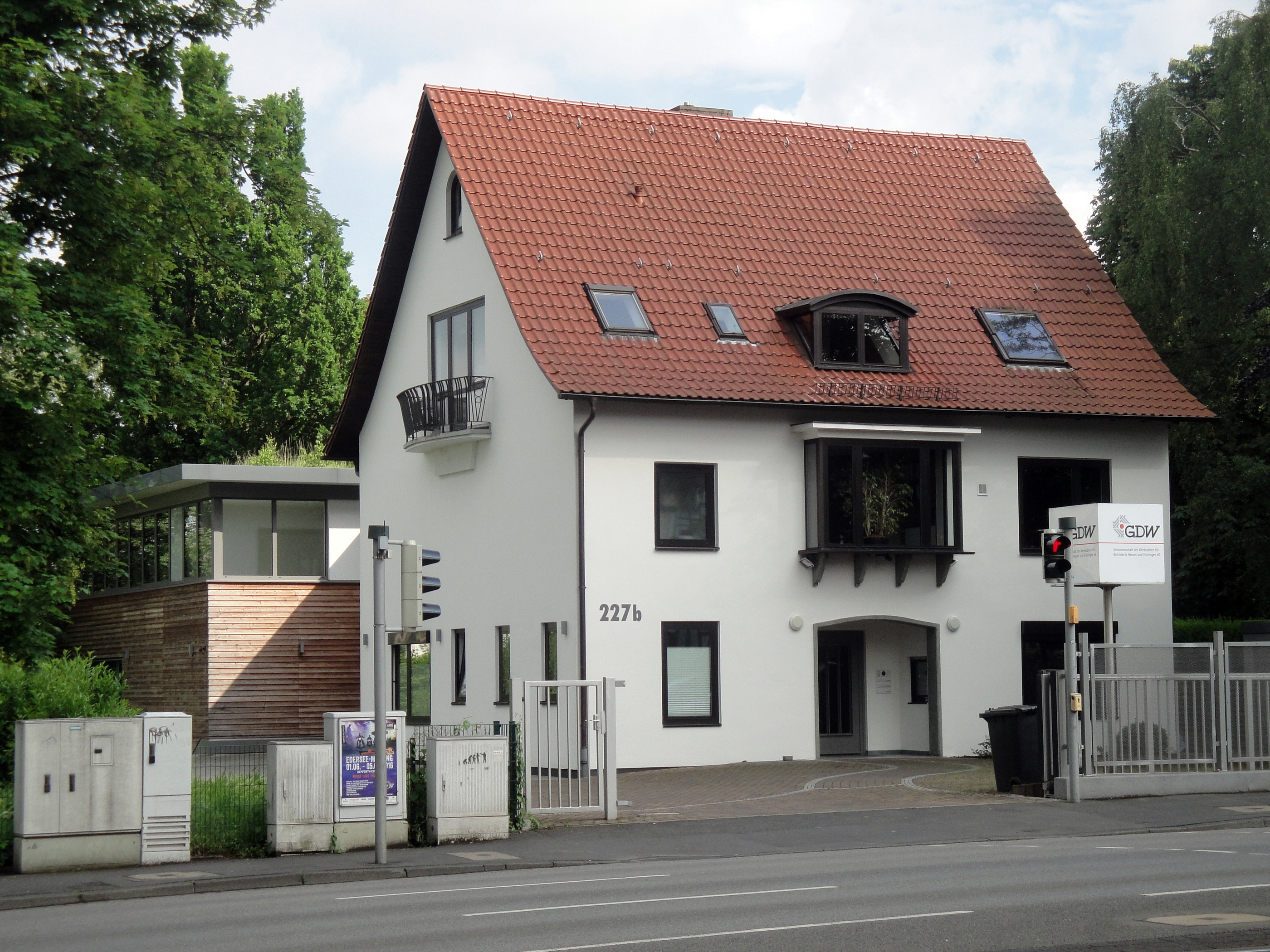
Sitz der GDW in Kassel (2016)

Die Genossenschaft der Werkstätten für behinderte Menschen Mitte eG (GDW Mitte), ehemals Genossenschaft der Werkstätten für behinderte Menschen Hessen und Thüringen eG, mit Sitz in Kassel ist ein gemeinnütziger Verbund staatlich anerkannter Werkstätten für behinderte Menschen (WfbM). Über ihre Mitglieder hinaus ist die GDW auch für die weiteren WfbM’s in den Bundesländern Hessen, Thüringen, Rheinland-Pfalz und dem Saarland tätig.

## Geschichte

Logo der Genossenschaft der Werkstätten für behinderte Menschen Hessen und Thüringen eG

Die Genossenschaft der Werkstätten für behinderte Menschen Hessen und Thüringen eG wurde am 19. Juni 1995 durch 17 Werkstatt-Träger gegründet. Im Jahr 2009 waren 42 Einrichtungen bzw. Werkstatt-Träger aus Hessen, Thüringen und Rheinland-Pfalz Mitglieder der Genossenschaft. Später erfolgte die Verschmelzung mit der GDW Berlin-Brandenburg. Im Jahr 2016 wurde die Verschmelzung mit der GDW Nordrhein-Westfalen sowie die Änderung des Namens in Genossenschaft der Werkstätten für behinderte Menschen Mitte eG bekannt gegeben.

## Genossenschaftszweck
Die Gründungsidee war, mit einem Verbund Kunden auch solche Dienstleistungen anbieten zu können, die eine Werkstatt alleine nicht bewerkstelligen kann, wie z. B. eine bundesweite Aktenvernichtung. Außerdem sollten Kunden die Möglichkeit erhalten, auf unterschiedliche Leistungen verschiedener Werkstätten aus einer Hand zugreifen zu können, ohne selbst die Organisation solcher Verbundprojekte übernehmen zu müssen. Darüber hinaus wurde die Notwendigkeit gesehen, durch einen Zusammenschluss einen Know-how-Transfer zwischen den Werkstätten zu erreichen. 
Die Aufgabe der Genossenschaft besteht u. a. in Fortbildungs- und Informationsveranstaltungen für die Mitarbeiter mit Behinderung sowie dem Fachpersonal der WfbM’s.
Eine weitere gemeinnützige Aufgabe besteht darin, Aufträge von Kunden aus Industrie, Handel, Handwerk, öffentliche Einrichtungen und z. B. dem Bankensektor für die Werkstätten für behinderte Menschen und deren angeschlossenen Integrationsunternehmen zu akquirieren und die Ausführung der Arbeiten und Dienstleistungen zu koordinieren. 
Da die wesentliche Aufgabe der GDW darin liegt, Arbeiten in die Werkstätten zu tragen, ist von der Finanzbehörde anerkannt, dass die GDW ausschließlich und unmittelbar steuerbegünstigte Zwecke im Sinne der §§ 51 ff. Abgabenordnung verfolgt.
Anfang 2014 wurde mit „53° NORD“ eine Agentur und Verlag für die berufliche Teilhabe behinderter Menschen von der GDW übernommen.

## Tätigkeiten
Für die Mitarbeiter der WfbM’s organisiert die GDW Fortbildungsveranstaltungen, teilweise werden diese gemeinsam mit Schwestergesellschaften und der Bundesarbeitsgemeinschaft Werkstätten für behinderte Menschen (BAG:WfbM) durchgeführt.
Das Dienstleistungsspektrum für gewerbliche Kunden und öffentliche Einrichtungen umfasst alle Bereiche, die von den WfbM’s durch Mitarbeiter mit Behinderung ausgeführt werden. 
Klassische Arbeitsbereiche sind die Montage, die Konfektionierung, das Abzählen und Sortieren, das Verpacken, die Metall- und Holzverarbeitung und die Garten- und Landschaftspflege (GaLa), der Digital- und Offsetdruck, die Herstellung von Werbemitteln, Versand- und Lettershoparbeiten, die elektronische Archivierung (Digitalisierung, Scannen), das Catering sowie die Aktenvernichtung und Elektro- und Elektronikentsorgung nach ElektroG und WEEE.
Die Werkstätten und die GDW sind anerkannte Einrichtungen im Sinne des SGB IX, die in den Dienstleistungen enthaltene Arbeitsleistung der Menschen mit Behinderung kann daher hälftig auf eine Schwerbehinderten-Ausgleichsabgabe angerechnet werden, zudem kann teilweise die verminderte Mehrwertsteuer in Höhe von 7 % ausgewiesen werden.

## Verbundene Einrichtungen
Die der Genossenschaft ist in ein bundesweites Netzwerk vergleichbarer Gesellschaften eingebunden, bestehend aus der GAV Berlin gGmbH (Berlin), der GfA Sachsen gGmbH (Leipzig), der GDW Niedersachsen, Bremen, Sachsen-Anhalt eG (Oschersleben), der GDW-Nord e.G. (Rendsburg), der GDW NRW GmbH (Essen) und der GDW-SÜD eG (Sindelfingen). Auf der Werkstätten:Messe in Nürnberg ist dieses Netzwerk i. d. R. mit einem gemeinsamen Stand vertreten.
Die Mitglieder dieses Netzwerkes betreiben ein gemeinsames Tochterunternehmen, die Gesellschaft der Werkstätten für behinderte Menschen gGmbH (Rendsburg), die vor allem die bundesweite Entsorgung von Elektro- und Elektronik-Altgeräten nach WEEE / ElektroG durchführt. 
Zwischen den Mitgliedern dieses Netzwerkes besteht eine Zusammenarbeit mit Fachorganisationen der Werkstattträger, z. B. mit der Bundesarbeitsgemeinschaft Werkstätten für behinderte Menschen. Darüber hinaus besteht eine Kooperation mit den jeweiligen Landesarbeitsgemeinschaften der Werkstätten.

## Auszeichnungen
Im Jahr 2012 war die Genossenschaft ein „Ausgewählter Ort“ der Initiative Deutschland – Land der Ideen.